# Ratusz w Strzelinie
Ratusz w Strzelinie – ratusz wybudowany na rynku w Strzelinie.  

## Historia
Powstał prawdopodobnie na początku XIV wieku w miejscu dużego domu kupieckiego. Ratusz został przebudowany w stylu wczesnorenesansowym w latach 1520–1526. W 1548 ratusz spłonął. Odbudowany został w stylu renesansowym w 1564 roku. W 1619 częściowo spłonęła wieża ratuszowa. Rok później została odbudowana. W 1648 runęła wieża, uszkadzając budowlę. W 1706 ratusz uległ częściowemu spaleniu. Ratusz odbudowano, ale wieża na renowację czkała aż 13 lat. W 1817 budowla została uszkodzona uderzeniem pioruna. W ramach odbudowy, obniżono wieżę i pozbawiono ratusz cech renesansowych. 
W 1945 wieża ratusza została wysadzona przez wycofujących się Niemców, a sam ratusz spalony później podczas walk. Zachowała się tylko czworoboczna podstawa wieży i piwnice. Przez długie lata pozostałości niszczały. W latach 2004–2005 przeprowadzono prace badawcze i konserwatorskie ruin. W 2005 r. z zachowanych pozostałości murów częściowo odbudowano wieżę ratuszową i stropy piwnic. W roku 2010 wieżę podwyższono o wieloboczny trzon. W czerwcu 2011 roku już cała wieża była zekonstruowana wraz z hełmem. Od 7 do 9 listopada 2011 roku trwała akcja montowania kopuły na wieży ratuszowej w Strzelinie. Pomimo kilku niedogodności, przedsięwzięcie zakończyło się sukcesem. 
Od sierpnia 2020 do września 2023 trwały prace nad odbudową ratusza. Odtworzony budynek nawiązuje formą do swojego szesnastowiecznego poprzednika. Obecnie jest to obiekt o łącznej powierzchni użytkowej ponad 3,1 tys. m² i kubaturze nadziemnej części budynku (wraz z wieżą) ponad 16 tys. m³. We wnętrzu budynku mieści się siedziba Urzędu Miasta i Gminy – pomieszczenia biurowe, sale obrad oraz sala ślubów. Uroczystego otwarcia dokonano w dniu święta miasta – 23 września 2023. 
Kolejna modernizacja miała miejsce w roku 2024 – udostępnino wieżę jako punkt widokowy, a w piwnicach zorganizowano sale wystawowe. 